# Vaishali (huyện)
Huyện Vaishali là một huyện thuộc bang Bihar, Ấn Độ. Thủ phủ huyện Vaishali đóng ở Hajipur. Huyện Vaishali có diện tích 2036 ki lô mét vuông. Đến thời điểm năm 2001, huyện Vaishali có dân số 2712389 người.